# A Tiêng
A Tiêng là một xã và là huyện lỵ của huyện Tây Giang, tỉnh Quảng Nam, Việt Nam.

## Địa lý
Xã A Tiêng nằm ở trung tâm huyện Tây Giang, có vị trí địa lý:
- Phía đông giáp xã Bha Lêê và xã A Vương
- Phía tây giáp Lào
- Phía nam giáp xã Lăng và xã Dang
- Phía tây bắc giáp xã A Nông.

Xã A Tiêng có diện tích 64,36 km², dân số năm 2019 là 3.710 người, mật độ dân số đạt 58 người/km².

## Hành chính
Xã A Tiêng được chia thành 6 thôn: Ra’Bhượp, Agrồng, Ahu, Ta Vang, Achiing, Tr’lêê.